# Потёмин, Владимир Петрович
Владимир Петрович Потёмин (род. 24 января 1980, Инсар, Мордовская АССР) — российский легкоатлет, специалист по спортивной ходьбе. Выступал за сборную России по лёгкой атлетике в 1999—2006 годах, обладатель серебряной медали Универсиады в Тэгу, победитель Кубка Европы в командном зачёте, победитель и призёр первенств всероссийского значения, участник летних Олимпийских игр в Сиднее. Представлял Мордовию. Мастер спорта России международного класса. Тренер по спортивной ходьбе.

## Биография
Владимир Потёмин родился 24 января 1980 года в городе Инсар Мордовской АССР.
Начал заниматься лёгкой атлетикой в 1990 году в возрасте десяти лет, проходил подготовку в Инсарской детско-юношеской спортивной школе. Первое время специализировался на беге, затем стал выступать в спортивной ходьбе — был подопечным тренера А. Наумкина. Впоследствии тренировался в Центре олимпийской подготовки Республики Мордовия по спортивной ходьбе в Саранске у заслуженного тренера России Виктора Михайловича Чёгина. Окончил факультет физической культуры Мордовского государственного педагогического института имени М. Е. Евсевьева.
Впервые заявил о себе на международном уровне в сезоне 1999 года, когда вошёл в состав российской национальной сборной и выступил на юниорском европейском первенстве в Риге, где стал серебряным призёром в ходьбе на 10 000 метров, уступив только латышу Марису Путенису.
В 2000 году в дисциплине 50 км с результатом 3:39.21 выиграл серебряную медаль на чемпионате России по спортивной ходьбе в Москве. Благодаря этому успешному выступлению удостоился права защищать честь страны на летних Олимпийских играх в Сиднее — в программе ходьбы на 50 км показал результат 4:02.38, расположившись в итоговом протоколе соревнований на 26-й строке.
На Кубке Европы 2001 года в Дудинце взял бронзу в личном зачёте 50 км и тем самым помог своим соотечественникам выиграть командный зачёт. На чемпионате мира в Эдмонтоне финишировал пятым.
В 2002 году занял 17-е место на Кубке мира в Турине, при этом российские ходоки вновь стали победителями командного зачёта.
В 2003 году получил серебро в ходьбе на 50 км на чемпионате России в Чебоксарах. Будучи студентом, представлял страну на Универсиаде в Тэгу, где с личным рекордом 1:23.50 выиграл серебряную медаль в ходьбе на 20 км — пропустил вперёд соотечественника Степана Юдина.
В 2004 году в дисциплине 50 км завоевал серебряную награду на другом чемпионате России в Чебоксарах.
В 2005 году в ходьбе на 50 км был вторым на чемпионате России в Саранске.
В 2006 году занял четвёртое место на дистанции 35 км на зимнем чемпионате России по спортивной ходьбе в Адлере и на этом завершил спортивную карьеру.
За выдающиеся спортивные достижения удостоен почётного звания «Мастер спорта России международного класса».
После завершения спортивной карьеры занялся тренерской деятельностью, старший тренер Центра олимпийской подготовки по спортивной ходьбе в Саранске.